# La classe operaia va in paradiso
La classe operaia va in paradiso is een Italiaanse dramafilm uit 1971 onder regie van Elio Petri. Hij won met deze film de Gouden Palm op het Filmfestival van Cannes.

## Verhaal
Lulù Massa is een voorbeeldige, hardwerkende arbeider. Dat maakt hem weinig geliefd bij zijn collega's. Ook zijn gezinsleven en zijn gezondheid lijden onder zijn arbeidsethos. Tijdens zijn werk aan de draaibank verliest hij een vinger. Dan breekt er een staking uit in de fabriek.

## Rolverdeling
| Acteur              | Personage  |
| ------------------- | ---------- |
| Gian Maria Volonté  | Lulù Massa |
| Mariangela Melato   | Lidia      |
| Luigi Diberti       | Bassi      |
| Salvo Randone       | Militina   |
| Donato Castellaneta | Marx       |
| Giuseppe Fortis     | Valli      |